# Clinton, Quận Vernon, Wisconsin
Clinton là một thị trấn thuộc quận Vernon, tiểu bang Wisconsin, Hoa Kỳ. Năm 2010, dân số của thị trấn này là 1.335 người.